# Humbertus Guilielmus de Precipiano
Humbertus Guilielmus (Wilhelmus) de Precipiano (Frans: Humbert-Guillaume de Precipiano) (Rougemont bij Besançon, 12 september 1627 – Brussel, 9 juni 1711) was de twaalfde bisschop van Brugge en werd nadien aartsbisschop van Mechelen.

## Levensloop
Humbert was de zoon van kolonel Achille, baron de Precipiano die sneuvelde in het Spaanse leger in 1642 en van Jeanne de Montrichard. Hij was afkomstig van het vrijgraafschap Bourgondië, een vorstendom in het Rooms-Duitse Rijk dat onder de Spaanse koning viel.
Na zijn studies in Konstanz en in Besançon en bij de jezuïeten in Leuven werd hij licentiaat in de rechten en doctor in de godgeleerdheid aan de universiteit van Dole. Op 27 maart 1661 werd hij tot priester gewijd. Hij werd kanunnik en deken van het kapittel in Besançon en zetelde in de Staten van Bourgondië. Daar geraakte hij verwikkeld in een twist onder kanunniken en bevond zich onverwacht aan het hoofd van de koningsgezinde clan. Dit leidde tot zijn excommunicatie door paus Alexander VII. De hevige ruzies deden hem besluiten om naar Brussel uit te wijken. Van daar werd hij door de Spaanse koning in 1664 benoemd tot geestelijk raadgever bij het Parlement van Bourgondië in Dôle (de Franche-Comté stond onder Spaanse voogdij). In 1667 stuurde Filips IV van Spanje hem als gezant naar de Rijksdag in Regensburg, waar hij zes jaar verbleef. Vanaf 1673 was hij in Madrid raadgever voor de zaken van de Nederlanden en van Bourgondië. De koning wilde hem na enkele jaren trouwe dienst belonen met een bisschopszetel. Het werd die van Brugge.

## Bisschop van Brugge
De Precipiano had zich tijdens zijn loopbaan tot dan toe erg tegen de kerkelijke hiërarchie opgesteld en had drie maal banbliksems over zich heen gekregen. Hij had er zich niets van aangetrokken maar, wilde hij zijn benoeming door Rome goedgekeurd zien, moest hij wel eerst uitdrukkelijk schuld bekennen om zijn excommunicatie ongedaan te maken. Er verliep dan ook tijd tussen zijn benoeming in januari 1682 en zijn bisschopswijding op 21 maart 1683 in Brussel, gevolgd door zijn intronisatie in Brugge, op 1 april. Zijn bisschopsleuze luidde 'Non in gladio sed in nomine Domini' (Niet in het zwaard maar in de naam van de Heer). Hij was al 56 toen hij de leiding nam van een bisdom waar hij als buitenlander niemand kende, waarvan hij de taal niet sprak, en waar hij vermoedde dat er onder zijn aanstaande medewerkers heel wat jansenisten zaten.

Een borstbeeld van hem staat boven de ingangsdeur van de pastorie in de Sint-Salvatorskoorstraat 8 in Brugge.

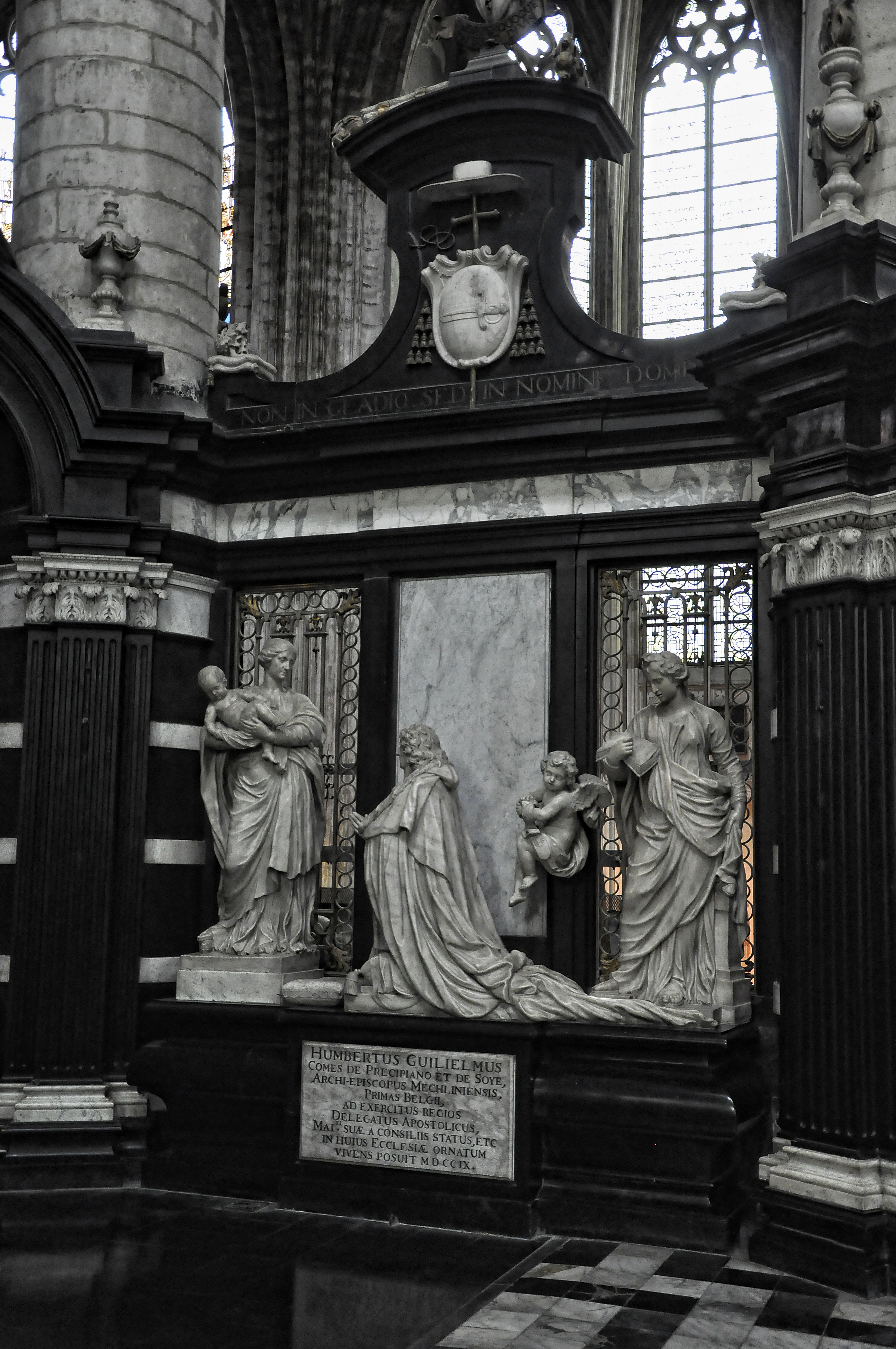
Het grafmonument van De Precipiano in de Sint-Romboutskathedraal

## Aartsbisschop van Mechelen
De ernst en strengheid waarmee hij volgens de kerkelijke regels zijn bisdom bestuurde, wierp vruchten af voor zijn carrière. Zijn anti-jansenistische politiek viel in de smaak in Rome en Madrid. Hij stond weldra in hoog aanzien en in juli 1689 werd hij tot aartsbisschop van Mechelen benoemd, in opvolging van Alphonsus van Bergen. In augustus 1690 verliet hij Brugge en nam zijn nieuwe ambt op. Daar zou de tot dan volgzame dienaar van het burgerlijk gezag, herhaaldelijk in aanvaring komen met de politieke gezagdragers. In een strijd die hij voerde om het asielrecht in kloosters te handhaven ging hij zover de procureur-generaal en de leden van de Grote Raad te excommuniceren. Ze sloegen terug door hem een zware boete op te leggen. Koning Filips V moest persoonlijk tussenkomen om de rust te herstellen.
Zijn hele loopbaan werd gekenmerkt door een niet-aflatende strijd tegen het jansenisme. Hij verstrengde de censuur maar moest met lede ogen aanzien dat hij geen greep kreeg op de Leuvense universiteit en haar drukker Gilles Denique, die het privilegium fori genoot.